# 拉朗德沙勒
拉朗德沙勒（法語：La Lande-Chasles，法語發音：[la lɑ̃d ʃal] ⓘ）是法国曼恩-卢瓦尔省的一个市镇，属于索米尔区。

## 地理
拉朗德沙勒（47°28'10"N, 0°3'55"W）面积5.17 平方千米，位于法国卢瓦尔河地区大区曼恩-卢瓦尔省，该省份为法国西部内陆省份，大致对应安茹地区，北起顺时针与马耶讷省、萨尔特省、安德尔-卢瓦尔省、维埃纳省、德塞夫勒省、旺代省、大西洋卢瓦尔省和伊勒-维莱讷省接壤。
与拉朗德沙勒接壤的市镇（或旧市镇、城区）包括：隆盖-瑞梅勒、安茹地区博热、莱布瓦当茹。
拉朗德沙勒的时区为UTC+01:00、UTC+02:00（夏令时）。

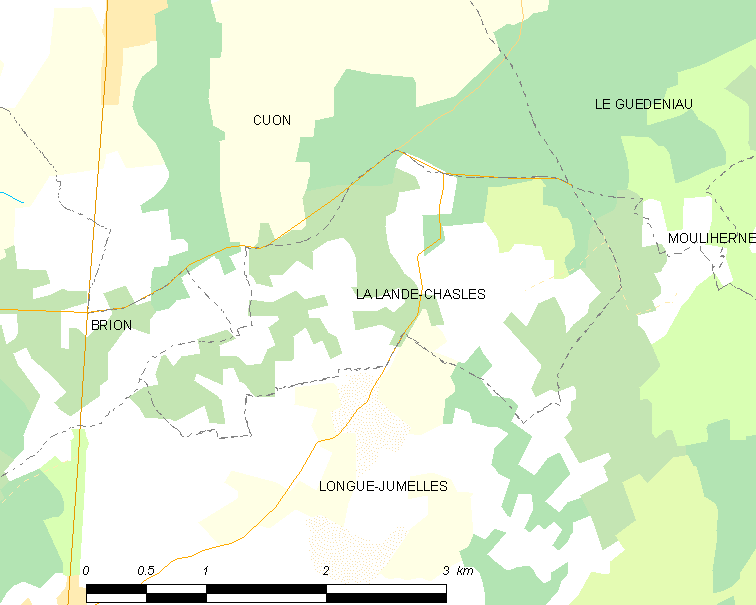
拉朗德沙勒的OSM定位图

## 行政
拉朗德沙勒的邮政编码为49150，INSEE市镇编码为49171。

## 政治
拉朗德沙勒所属的省级选区为隆盖-瑞梅勒县。

## 人口
拉朗德沙勒于2022年1月1日时的人口数量为119人，是曼恩-卢瓦尔省境内人口最少的市镇。

1962-2008年间拉朗德沙勒人口变化图示